# Mậu Lâm (nhà Thanh)
Mậu Lâm (tiếng Trung: 懋林; 11 tháng 6 năm 1892 – 1913),  là một hoàng thân của nhà Thanh trong lịch sử Trung Quốc, người thừa kế 1 trong 12 tước vị Thiết mạo tử vương.

## Cuộc đời
Mậu Lâm sinh vào giờ Thân, ngày 17 tháng 5 (âm lịch) năm Quang Tự thứ 18 (1892), trong gia tộc Ái Tân Giác La. Ông là con trai thứ ba của Nhàn tản Tông thất Thịnh Chiếu (盛照) – cháu 3 đời của Dự Khác Thân vương Đức Chiêu, mẹ ông là Chính thất Ba Nhã Lạp thị (巴雅拉氏). Năm Quang Tự thứ 24 (1898), tháng 9, Dự Thành Thân vương Bổn Cách qua đời, ông được triều đình cho làm con thừa tự của Bổn Cách. Đến năm thứ 25 (1899), tháng 4, ông được thế tập tước vị Dự Thân vương đời thứ 13. Năm Dân Quốc nguyên niên (1912), tháng 9, ông phụng ý chỉ cho phép Vương công phủ đệ, ruộng đất, ân thưởng trở thành tài sản cá nhân. Năm Dân Quốc thứ 2 (1913), ông qua đời, thọ 22 tuổi, được truy thụy Dự Mẫn Thân vương (豫敏親王).

## Gia quyến
- Đích Phúc tấn: Đông Giai thị (佟佳氏), con gái của Bảo Thành (葆誠).
- Con trai

1. Đoan Trấn (端鎭; 1909 – 1962), mẹ là Đích Phúc tấn Đông Giai thị. Năm 1913 được thế tập tước vị Dự Thân vương (豫親王). Có một con trai.
2. Đoan Trữ (端寗; ?–?).